# 試行 (確率論)
確率論において、試行（しこう、英: trial, experiment）とは、起こりうる結果がいくつかあり、そのどれか1つだけが偶然で起こる流れのことである。試行の結果全体の集合は標本空間（全事象）と呼ばれる。
特に起こりうる結果が2つしかない試行はベルヌーイ試行と呼ばれる。
試行の結果のいくつかからなる集合で、起こる割合が決まっていると考えられるものを事象という。事象に対してそれの起こる割合を確率という。
1つの試行を繰り返すことにより、事象の確率を評価することができる（統計的確率）。根元事象に確率変数（一般には確率要素）を割り当てることにより確率質量関数か確率密度関数が決まり、試行は確率分布として定量化できる。

## 確率
試行において、起こりうる結果（「標本点」とも呼ばれる）にはそれぞれ、観測者によらない起こりやすさが備わっていると考える。事象の頻度を事象の確率という。事象 A の確率が例えば 1/2 の場合、試行 T を1回行っただけでは A が全体の 1/2 起こったとはいえないが、試行 T を反復し試行回数を限りなく大きくすると、無作為性から A の発生回数の相対度数は 1/2 に近づくといえる。

## 試行の数学モデル
確率論における試行の数学モデルでは、測度論の枠組みで定式化される。試行の結果全体の集合（標本空間）、事象（確率をもつ集合）全体の集合（σ-代数）、事象の確率を測る確率測度の三段の定義により構成される。